# Đông Darfur
Đông Darfur (tiếng Ả Rập: شرق دارفور, đã Latinh hoá: Sharq Darfur) là một bang ở phía tây nam Sudan, thuộc vùng Darfur. Nó được thành lập vào tháng 1 năm 2012 và bao gồm những vùng đất trước đây do Nam Darfur quản lý. Thủ phủ là thành phố Ed Daein.

## Hành chính
Về mặt hành chính, Đông Darfur được chia thành 9 quận:
- Ad-Du'ain
- Abu Jakra
- Abu Karinka
- Adila
- Assalaya
- Bahr el Arab
- El Ferdous
- Yassin
- Schearia